# Guy Coda
 (septembre 2016).
Si vous disposez d'ouvrages ou d'articles de référence ou si vous connaissez des sites web de qualité traitant du thème abordé ici, merci de compléter l'article en donnant les références utiles à sa vérifiabilité et en les liant à la section « Notes et références ».
Guy Coda est un peintre et illustrateur français, né le 30 décembre 1943 à Villarodin-Bourget (Savoie).

## Œuvres

### Philatélie
Timbre à date des oblitérations premier jour
- Coupe du monde de football 2002, France, 2002.
- Milan Ratislav Stefanic et Wassily Kandinsky, France, 2003.

Timbres-poste
- Nature - Liste des parcs naturels de France|les parcs nationaux[2], France, quatre timbres en 1996, quatre autres en 1997. Pour ses timbres, il illustra également le document philatélique édité par La Poste et des enveloppes premier jour de deux éditeurs. Élue en 1996 prix du plus beau timbre-poste par les clients de La Poste.
- Héros d'aventure en collaboration avec S. Hochain, France, série de six timbres, 1997. Élue plus belle série par les clients de La Poste.
- Jeux olympiques d'hiver de 1998|Jeux olympiques de Nagano - Super G, Andorre, 1997.
- Cinquantième anniversaire du Conseil de l'Europe, Andorre, 1998.
- Vive les vacances, timbre semi-permanent, France, 1999.
- Plaquette de dix timbres pour la coupe du monde de football 2006.
- Deux carnets de douze timbres La France comme j'aime, 2009.
- Carnet de douze timbres « Correspondances planétaires », 2016[2].

### Littérature
- Faut voir, nouvelles, Éditions Le Manuscrit (à compte d'auteur), 2006 ;
- Deux doigts de lumière, nouvelles, Éditions Le Manuscrit (à compte d'auteur), 2007 ;
- L'effaceur de couleurs, texte et illustrations, album jeunesse aux Éditions du Mont, 2010 ;
- Nomades, et autres nouvelles, banlieue-est éditions, août 2022.

### Expositions
- 1992 :
  - Galerie Didot, Paris ;
  - Galerie Préface, Paris.
- 1992, 1993, 1994 : galerie 157, Villemomble ;
- 2001 : galerie Les cinq sens, Paris ;
- 2002 : hôtel Sofitel-les Halles, Paris ;
- 2003 :
  - Maison de la Beauce, Orgères-en-Beauce, rétrospective organisée par le conseil général d'Eure-et-Loir ;
  - Galerie Janos, Paris 5e.
- 2005 : 
  - Musée de La Poste, Paris ;
  - Salon du Raincy – Invité d’honneur ;
  - Salon des Jonquerets-de-Livet (Eure) - Invité d’honneur.
- 2006, de juillet à août : exposition avec la D.R.A.C. Rhône–Alpes à Modane (Savoie) ;
- 2007 :
  - Galerie Kunstkreis, Berlin :
  - Espace Cardin, Paris.
- 2008 : château de Chasselas (Saône et Loire) ;
- 2011 : galerie Arcima - Paris 5e ;
- 2016 : théâtre de poche, Chartres ;
- 2016 : exposition « Art itinérance » à l’Eurélium de Chartres avec le concours du conseil départemental d’Eure-et-Loir.

### Théâtre
En 2021, Guy Coda publie trois pièces ( juin 2021 - Banlieue-est éditions) :
- Bagage à main
- Puzzle
- Poisson volant